# Campeonato Soviético de Xadrez de 1962
O Campeonato Soviético de Xadrez de 1962 foi a 30ª edição do Campeonato de xadrez da URSS, realizado em Yerevan, de 21 de novembro de 1962 a 20 de dezembro de 1962. A competição foi vencida por Viktor Korchnoi. Semifinais ocorreram nas cidades de Dnipropetrovsk, Novosibirsk e Riga. As finais das competições das sociedades esportivas Spartak, Trud e Burevestnik também valeram vagas para a final do campeonato soviético.

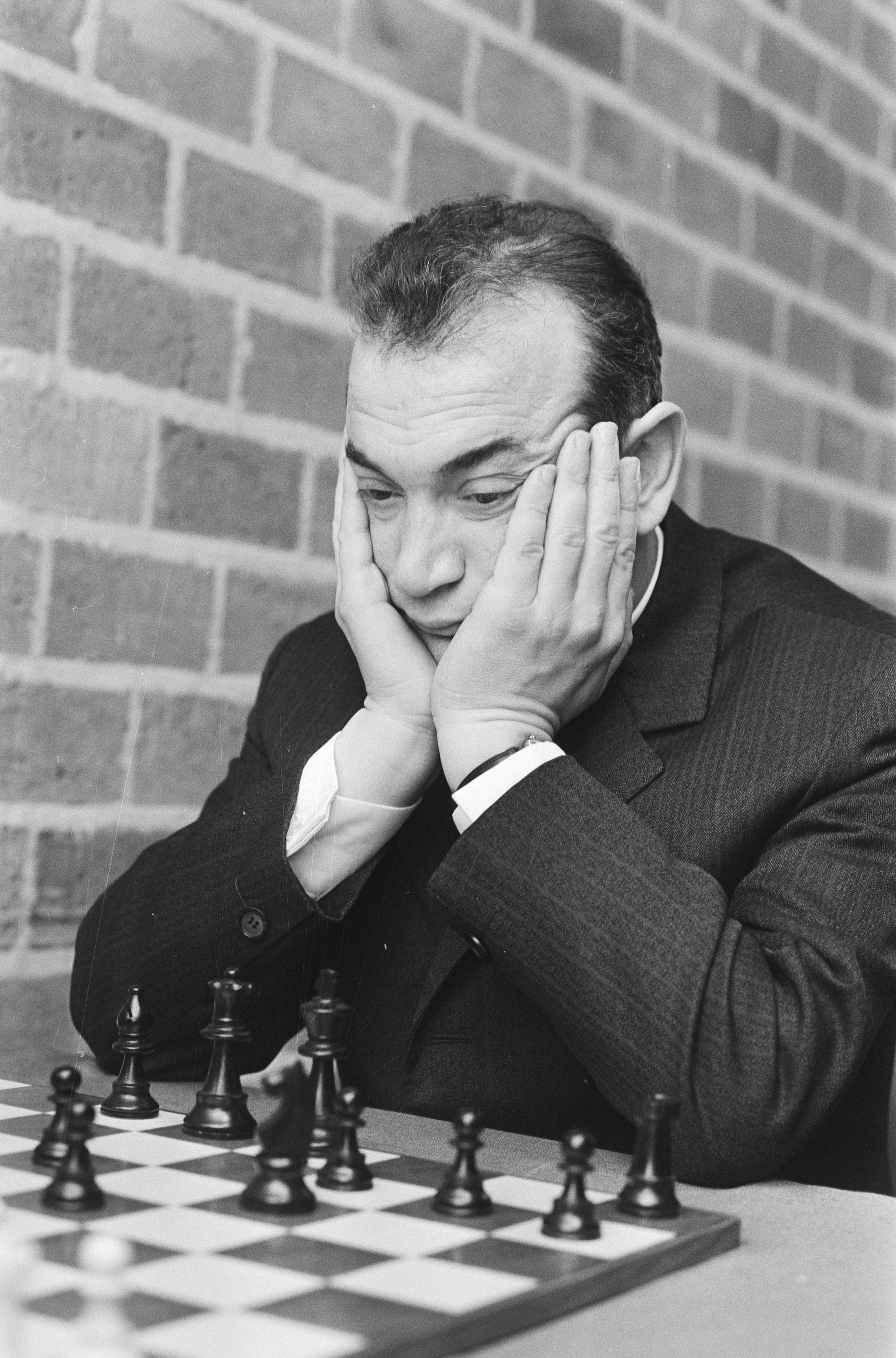
Viktor Korchnoi

## Tabela e resultados
| N° | Jogador              | 1 | 2 | 3 | 4 | 5 | 6 | 7 | 8 | 9 | 10 | 11 | 12 | 13 | 14 | 15 | 16 | 17 | 18 | 19 | 20 | Total |
| -- | -------------------- | - | - | - | - | - | - | - | - | - | -- | -- | -- | -- | -- | -- | -- | -- | -- | -- | -- | ----- |
| 1  | Viktor Korchnoi      | - | 1 | ½ | ½ | 1 | 1 | ½ | 1 | ½ | 0  | 1  | ½  | 1  | 1  | 1  | ½  | ½  | ½  | 1  | 1  | 14    |
| 2  | Mikhail Tal          | 0 | - | 1 | 1 | ½ | ½ | 0 | 1 | 1 | 0  | 1  | ½  | ½  | 1  | 1  | 1  | 1  | 1  | ½  | 1  | 13½   |
| 3  | Mark Taimanov        | ½ | 0 | - | ½ | 0 | ½ | 1 | ½ | 1 | 1  | 1  | 1  | 1  | 1  | 1  | ½  | ½  | 1  | 1  | ½  | 13½   |
| 4  | Ratmir Kholmov       | ½ | 0 | ½ | - | 0 | 1 | 1 | 1 | ½ | ½  | ½  | 1  | ½  | 1  | ½  | 1  | ½  | 1  | 1  | 1  | 13    |
| 5  | Boris Spassky        | 0 | ½ | 1 | 1 | - | 0 | 1 | 0 | ½ | 1  | ½  | 1  | ½  | ½  | ½  | ½  | 1  | 1  | 1  | 1  | 12½   |
| 6  | Leonid Stein         | 0 | ½ | ½ | 0 | 1 | - | ½ | 0 | ½ | 1  | 1  | ½  | ½  | 1  | 1  | 1  | ½  | 0  | 1  | 1  | 11½   |
| 7  | Lev Aronin           | ½ | 1 | 0 | 0 | 0 | ½ | - | ½ | 1 | ½  | 1  | 0  | 1  | 0  | 1  | 1  | 1  | ½  | ½  | ½  | 10½   |
| 8  | Anatoly Bannik       | 0 | 0 | ½ | 0 | 1 | 1 | ½ | - | 0 | 1  | ½  | 1  | ½  | 0  | ½  | ½  | 1  | ½  | 1  | 1  | 10½   |
| 9  | Yury Kots            | ½ | 0 | 0 | ½ | ½ | ½ | 0 | 1 | - | ½  | ½  | 0  | 1  | ½  | 1  | 1  | ½  | ½  | ½  | 1  | 10    |
| 10 | Vladas Mikenas       | 1 | 1 | 0 | ½ | 0 | 0 | ½ | 0 | ½ | -  | 0  | 1  | ½  | ½  | ½  | 0  | ½  | 1  | ½  | 1  | 9     |
| 11 | Nikolai Krogius      | 0 | 0 | 0 | ½ | ½ | 0 | 0 | ½ | ½ | 1  | -  | ½  | ½  | ½  | ½  | ½  | 1  | 1  | ½  | ½  | 8½    |
| 12 | Vladislav Shianovsky | ½ | ½ | 0 | 0 | 0 | ½ | 1 | 0 | 1 | 0  | ½  | -  | 0  | 1  | ½  | ½  | 0  | 1  | ½  | ½  | 8     |
| 13 | Alexander Zaitsev    | 0 | ½ | 0 | ½ | ½ | ½ | 0 | ½ | 0 | ½  | ½  | 1  | -  | ½  | 0  | 1  | 0  | ½  | 1  | ½  | 8     |
| 14 | Alexey Suetin        | 0 | 0 | 0 | 0 | ½ | 0 | 1 | 1 | ½ | ½  | ½  | 0  | ½  | -  | 0  | 1  | ½  | ½  | ½  | 1  | 8     |
| 15 | Arkady Novopashin    | 0 | 0 | 0 | ½ | ½ | 0 | 0 | ½ | 0 | ½  | ½  | ½  | 1  | 1  | -  | ½  | ½  | 1  | ½  | ½  | 8     |
| 16 | German Khodos        | ½ | 0 | ½ | 0 | ½ | 0 | 0 | ½ | 0 | 1  | ½  | ½  | 0  | 0  | ½  | -  | 1  | 0  | ½  | 1  | 7     |
| 17 | Eduard Mnatsakanian  | ½ | 0 | ½ | ½ | 0 | ½ | 0 | 0 | ½ | ½  | 0  | 1  | 1  | ½  | ½  | 0  | -  | 0  | ½  | 0  | 6½    |
| 18 | Alexander Korelov    | ½ | 0 | 0 | 0 | 0 | 1 | ½ | ½ | ½ | 0  | 0  | 0  | ½  | ½  | 0  | 1  | 1  | -  | 0  | ½  | 6½    |
| 19 | Igor Zaitsev         | 0 | ½ | 0 | 0 | 0 | 0 | ½ | 0 | ½ | ½  | ½  | ½  | 0  | ½  | ½  | ½  | ½  | 1  | -  | 0  | 6     |
| 20 | Vladimir Savon       | 0 | 0 | ½ | 0 | 0 | 0 | ½ | 0 | 0 | 0  | ½  | ½  | ½  | 0  | ½  | 0  | 1  | ½  | 1  | -  | 5½    |